# Danity Kane (album)
Danity Kane – debiutancki, studyjny album amerykańskiego girlsbandu Danity Kane, wydany dnia 22 sierpnia 2006 w Stanach Zjednoczonych nakładem wytwórni Bad Boy Records oraz 11 listopada 2006 w Niemczech i Szwajcarii dzięki Atlantic Records.
Krążek został wyprodukowany przez Bryan Michael Cox, D-Dot, Darkchild, Jim Jonsin, Ryan Leslie, Rami, Scott Storch, Timbaland, Danja, Mario Winans i Wyldcard. Album sprzedał się w dniu premiery w nakładzie 90 000 egzemplarzy natomiast w ciągu tygodnia od daty wydania w liczbie 234 662 sztuk debiutując na pozycji #1 notowania Billboard 200. Do dziś longplay sprzedał się w postaci miliona egzemplarzy oraz został odznaczony w listopadzie 2006 roku certyfikatem platynowej płyty.

## Lista utworów
| #   | Tytuł | Czas |
| --- | --- | ---- |
| 1.  | "One Shot" Twórcy: B. M. Cox, K. Dean, A. Shropshire Producent: Byran Michael-Cox                                         | 3:41 |
| 2.  | "Heartbreaker" Twórcy: J. Sheffer, A. Hunte, F. Romano, C. Puckett, K. Oliver Producent: Jim Jonsin                       | 3:03 |
| 3.  | "Want It" Twórcy: T. Mosley, K. Hilson, J. Washington, N. Hills Producenci: Timabaland, Danja                             | 3:22 |
| 4.  | "Right Now" Twórcy: T. Mosley, K. Hilson, J. Washington, N. Hills Producenci: Timabaland, Danja                           | 3:32 |
| 5.  | "Show Stopper" (featuring Yung Joc) Twórcy: J. Scheffer, A. Hunte, K. Oliver, F. Romano, C. Puckett Producent: Jim Jonsin | 3:49 |
| 6.  | "Hold Me Down" Twórcy: R. Jerkins, D. Thomas, K. N. Price Producent: Rodney "Darkchild" Jerkins                           | 3:57 |
| 7.  | "Come Over (Interlude)" Twórcy: M. Winans Producent: Mario Winans                                                         | 1:44 |
| 8.  | "Ooh Ahh" Twórcy: R. Leslie Producent: Ryan Leslie                                                                        | 2:51 |
| 9.  | "Press Pause'" Twórcy: M. Winans, D. Angelettie, M. Winans, M. Jones Producenci: D Dot, Mario Winans                      | 3:12 |
| 10. | "Ain't True (Interlude)" Twórcy: M. Winans, M. Winans Producent: Mario Winans                                             | 1:34 |
| 11. | "Ride for You" Twórcy: B. M. Cox, K. Dean, A. Shropshire Producent: Byran Michael-Cox                                     | 4:11 |
| 12. | "Touching My Body" Twórcy: R. Leslie, A. Shropshire, M. Riddick Producent: Ryan Leslie                                    | 3:42 |
| 13. | "Back Up" Twórcy: B. M. Cox, K. Dean, C. Dennis Producent: Bryan-Michael Cox                                              | 3:25 |
| 14. | "Stay with Me" Twórcy: Rami, A. Birgisson, M. Riddick Producenci: Rami, Arnthor                                           | 3:54 |
| 15. | "Sleep on It" Twórcy: S. Storch, J. Boyd Producent: Scott Storch                                                          | 3:23 |

## Produkcja
- Główni producenci: Sean Combs, Harve Pierre
- Producenci wokalni: Jim Beans, Conrad Dimanche, Makeba Riddick, Adonis Stropshire, Supa Tight Writer
- Asystenci wokalni: LaShay Winans
- Inżynierowie dźwięku: Noel Burdick, Andy Haller, Robert Marks, Sean Tallman, Sam Thomas
- Asystenci inżynierów dźwięku: Jan Fairchild, Andy Geel, Joe Gonzalez, Ryan Kennedy, Kev O, Kevin Wilson
- Mixy: Rich Keller, Kevin Krouse, Robert Marks, Sam Thomas
- Studio: Chris Athens
- A&R: Gwendolyn Niles
- Design: Mark Obriski
- Reżyser artystyczny: Mark Obriski
- Fotografie: Chapman Baehler

## Niewydane utwory
- "Love @ First Sight" (stworzony przez Tijuan Frampton, Jeremy Graham, Shannon Douglas)[6]
- "Ooh La La" (stworzony przez Richard Frierson, David Haulsey, Ryan Leslie)[7] (ponownie nagrany przez Cheri Dennis)
- "Tell Me" (ponownie nagrany utwór z udziałem Christiny Aguilery pojawił się na albumie Diddy'iego z 2006 roku Press Play)
- "Take It Further"
- "Shake It On The Elevator Interlude"

## Pozycje na listach
| Lista sprzedaży (2006)               | Najwyższa pozycja |
| ------------------------------------ | ----------------- |
| Niemcy Albums Chart                  | 50                |
| Szwajcaria Albums Chart              | 83                |
| United World Chart                   | 5                 |
| USA Billboard 200                    | 1                 |
| USA Billboard Top Internet Albums    | 1                 |
| USA Billboard Top R&B/Hip-Hop Albums | 2                 |